# Crimes de guerre (film)
Pour plus de détails, voir Fiche technique et Distribution.
Crimes de guerre (Emperor) est un film de guerre historique américano-japonais de Peter Webber sorti en 2012.

## Synopsis
En août 1945, le général Bonner Fellers (en) est chargé par le général MacArthur de décider si l'empereur Hirohito doit être jugé comme criminel de guerre. Il constate que, bien que l'armée impériale a bien commis ces crimes, l'empereur ne pouvait totalement l'ignorer. Mais le culte impérial est encore très vivace et il craint que ce pays dévasté sombre sans son symbole séculaire. Le destin du Japon est en jeu.

## Fiche technique
- Titre original : Emperor
- Titre français : Crimes de guerre
- Titre québécois : L'Empereur
- Réalisation : Peter Webber
- Scénario : Vera Blasi et David Klass
- Direction artistique : Grant Major
- Décors : Jill Cormack
- Costumes : Ngila Dickson
- Photographie : Stuart Dryburgh
- Son : Tim Prebble
- Montage : Chris Plummer (en)
- Musique : Alex Heffes
- Production : Gary Foster, Russ Krasnoff, Yôko Narahashi et Eugene Nomura
- Société(s) de production : Krasnoff Foster Productions, Fellers Film, United Performers' Studio
- Société(s) de distribution :  Lionsgate
- Pays d’origine :  États-Unis,  Japon
- Langue originale : anglais, japonais
- Format : couleur - 35 mm - 2,35:1 - Son Dolby numérique
- Genre : Film de guerre historique
- Durée : 98 minutes
- Dates de sortie :
  -  Canada : 14 septembre 2012 (Festival international du film de Toronto 2012)
  -  États-Unis : 8 mars 2013
  -  France : 11 avril 2014 (directement en vidéo)

## Distribution
- Matthew Fox (VF : Michaël Cermeno) : le général Bonner Fellers
- Tommy Lee Jones (VF : Christian Renault) : le général Douglas MacArthur
- Eriko Hatsune : Aya Shimada
- Toshiyuki Nishida (en) : General Kajima
- Masayoshi Haneda (VF : Jean-Didier Aïssy) : Takahashi
- Kaori Momoi : Mitsuko Kajima
- Colin Moy : General Richter
- Masatoshi Nakamura : Prince Fumimaro Konoe
- Masatô Ibu : Koichi Kido
- Isao Natsuyagi : Teizaburo Sekiya
- Takatarô Kataoka : Empereur Hirohito
- Aaron Jackson : Lt Col. Rogers
- Nic Sampson : Lieutenant Red
- Shōhei Hino : Hideki Tojo
- Will Wallace : Commandant en chef (CIC Commander)
- Kelson Henderson : Adjudant du général MacArthur
- Stephen Papps : Higgins
- Shingo Usami : Traducteur de l'Empereur Hirohito

Source et légende : version française (VF) selon le carton du doublage français sur le DVD zone 2.

## Distinctions

### Récompenses
- Festival international du film de Palm Springs 2012 : Prix du public - 2e place (sélection film narratif)

### Nominations
- Festival international du film de Toronto 2012 : sélection « Gala Presentations »